# نوربيرت نيغبور
نوربيرت نيغبور (بالألمانية: Norbert Nigbur)‏ (مواليد 8 مايو 1948) هو لاعب كرة قدم. يلعب مع منتخب ألمانيا الغربية لكرة القدم. سبق له أن لعب في كأس العالم لكرة القدم مع منتخب بلاده.

## مسيرته الكروية
لعب نوربيرت نيغبور خلال مسيرته الاحترافية مع ناديين في سبعة عشر موسمًا ولم يسجل خلالها أي هدف ضمن 494 مباراة. حيث فاز في موسم واحد بالكأس ولم يفز بأي دوري.
خاض نوربيرت نيغبور مسيرته مع نادي شالكه 04 في موسم 1966–67 في المرة الأولى ليلعب معه عشرة مواسم ثم في موسم 1979–80 ليلعب معه أربعة مواسم، مشاركًا طوالها في 393 مباراة ولم يسجل أي هدف. ثم انتقل إلى SG Gesundbrunnen Berlin ‏ في موسم 1976–77 واستمر معه طيلة ثلاثة مواسم، حيث شارك في 101 مباراة ولم يسجل أي هدف أيضًا.

## روابط خارجية
- نوربيرت نيغبور على موقع الاتحاد الدولي (مؤرشف)  (الإنجليزية)
- نوربيرت نيغبور على موقع قاعدة بيانات كرة القدم.إي يو (الإنجليزية)
- نوربيرت نيغبور على موقع بيانات كرة القدم. دي إي (الألمانية)
- نوربيرت نيغبور على موقع ناشيونال فوتبول تيمز (الإنجليزية)
- نوربيرت نيغبور على موقع عالم كرة القدم.نت (الإنجليزية)